# Хоур-Ратвен, Александр, 1-й граф Гоури
Александр Гор Аркрайт Хоур-Ратвен, 1-й граф Гоури (англ. Alexander Gore Arkwright Hore-Ruthven, 1st Earl of Gowrie; 6 июля 1872, Виндзор, Беркшир — 2 мая 1955, Глостершир) — британский военный, государственный и политический деятель, десятый генерал-губернатор Австралии с 23 января 1936 по 30 января 1945 года.
На посту генерал-губернатора находился дольше всех — 9 лет и 7 дней. Он политически пережил пятерых премьер-министров Австралии: Джозефа Лайона, Эрла Пейджа, Роберта Мензиса, Артура Фаддена и Джона Кэртина, хотя два из них, Пейдж и Фадден, находились на посту малый срок. До своего назначения в Австралии он был офицером британской армии, получившим Крест Виктории, самую высокую и престижную награду за храбрость перед лицом врага.

## Биография
Александр Хоур-Ратвен родился 6 июля 1872 года в Виндзоре, в Беркшире в Великобритании. Является вторым сыном Вальтера Хоур-Ратвена (1838—1921), 9-го лорда Ратвена из Фрилэнда, и леди Кэролайн Эннсли Гор (1848—1914), дочери Филиппа Гора, 4-го графа Аррана. После посещения «Winton House School» в Винчестере с 1884 по 1885 год, Хоур-Ратвен провёл большую часть своего раннего образования в Итонском колледже, а затем в Колледже Императорской службы Хэйлибэри, где он оставался до 1888 года, когда он был снят в связи с проблемами со зрением и послан родителями в бизнес.
Сначала он работал в офисе чаеторговца в Глазго, а затем отправился в Индию для работы на чайной плантации в Ассаме. Однако, вскоре он заболел малярией, и вернулся в Англию в 1892 году. Затем он вступил в армию, а в 1892 году в милицию. После обучения в «United Services College», он был отправлен в качестве офицера в 3-го батальон Нагорной лёгкой пехоты.

### Военная карьера

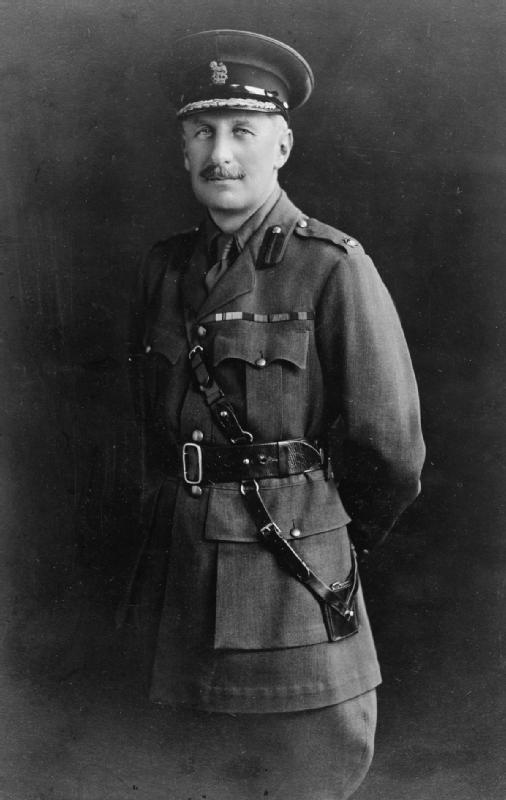
Хоур-Ратвен в Судане, 22 сентября 1898 года

В 1898 году Хоур-Ратвен присоединился к Британской армии. Во время суданской кампании он был капитаном 3-го батальона Нагорной лёгкой пехоты. Участвовал в боях и был упомянут в приказе.
В ходе акции при Гедарефе, Хоур-Ратвен увидел раненого египетского офицера, лежащего в пределах 50 ярдов от наступающих стреляющих и заряжающих дервишей. Он взял раненого офицера и отнёс его в сторону 16-го египетского батальона, ему пришлось несколько раз оставлять его для того, чтобы открывать огонь по дервишам и проверять их продвижение, но его действия, несомненно, спасли жизнь офицера — 28 февраля 1899 года Хоур-Ратвен был награждён за храбрость Крестом Виктории.
С 1903 по 1904 год участвовал в сомалилендской кампании.
В 1905 году Хоур-Ратвен стал помощник-адъютантом Уильяма Уорда, 2-го графа Дадли, в то время лорда-наместника Ирландии. В 1908 году Уильям Уорд был назначен генерал-губернатором Австралии, и Хоур-Ратвен отправился вместе с ним в качестве военного секретаря. В том же году он женился на Саре Поллок, родившей ему двух сыновей, один умер в младенчестве. Он уехал из Австралии в 1910 году и вернулся на военную службу в Индию. Во время Первой мировой войны, он служил во Франции и в Галлиполи, где он был тяжело ранен и награждён Орденом «За выдающиеся заслуги» (1916) и медалью Бар (1919), упоминавшись в приказах пять раз. 8 марта 1918 года он стал Кавалером Ордена Святого Михаила и Святого Георгия. Он закончил войну в чине бригадного генерала, в 1919 году стал Компаньоном Ордена Бани и с 1919 по 1920 год выводил британские войска из Германии. После этого он занимал различные должности в штабе армии до 1928 года, когда он был посвящён в Рыцари-командоры Ордена Святого Михаила и Святого Георгия (24 января 1928) и назначен губернатором Южной Австралии (приведён к присяге 14 мая 1928 года).

### На посту губернатора штата Южная Австралия
Хоур-Ратвен прибыл в Аделаиду в мае 1928 года. Он приступил к исполнению своих обязанностей с энтузиазмом, посещая многие области штата на самолёте De Havilland DH.60 Moth, принадлежащем капитану Хью Гросвенору. Вместе с леди Хоур-Ратвен, он был страстным сторонником движения бойскаутов и девочек-путешественниц. Она была также президентом Красного Креста Южной Австралии.
В 1930 году в День Ветеранов, Хоур-Ратвен в своей речи подверг критике профсоюзное движение, организовывающее забастовки, по его мнению, причиняющие тяготы возвращённым военнослужащим. В ответ его осудил Объединённый профсоюз и Рабочий совет Южной Австралии.
Он был в отпуске в Лондоне, когда в 1933 году третий крикетный матч в Аделаиде вызвал англо-австралийскую политическую напряжённость, и сыграл значительную роль в сглаживании отношений путём своих встреч с британским государственным секретарем по делам колоний Джеймсом Томасом.
Во время второго срока Хоур-Ратвена в качестве губернатора, великая депрессия вызвала серьёзные трудности в Южной Австралии. Правительство Лионеля Хилла, избранное на обещании «золотого будущего», подверглось жёсткой критике, когда экономические реалии заставили его принять меры жёсткой экономии. Хоур-Ратвен поддержал Хилла в лице внутренней критики Лейбористской партии. Он выражал убеждение, что премьер-министр должен «подняться над партиями». Твёрдая решимость Хилла во время кризиса рассматривается как основном в результате влияния Хоур-Ратвена. Его выступление во время кризиса стали критическим фактором в ходе последующего отбора на пост губернатора Нового Южного Уэльса.

### На посту губернатора Нового Южного Уэльса
Его срок на посту губернатора Южной Австралии закончился в апреле 1934 года, и вернувшись в Великобританию, он почти сразу же был назначен губернатором Нового Южного Уэльса, и по предложению премьер-министра Джозефа Лайонса, был возведён в звание пэра, как барон Гоури от Канберры в Содружестве Австралии и Дирлетона в графстве Восточный Лотиан. Он прибыл в Сидней 21 февраля 1935 года. Однако к королю Георгу V уже поступили просьбы в отношении его назначения на пост генерал-губернатора. 20 декабря 1935 года Хоур-Ратвен стал Кавалером Большого креста Ордена Святого Михаила и Святого Георгия.

### На посту генерал-губернатора Австралии
С военным и политически опытом, Хоур-Ратвену не составило особого труда добиться этой должности после отставки Айзека Айзекса в 1936 году. В соответствии с установившейся практикой, премьер-министр Джозеф Лайонс предложил несколько кандидатур, но у не было намерения рекомендовать кого-то другого. В соответствии с Конституцией Австралии, Хоур-Ратвен был официально назначен на должность генерал-губернатора Австралии королём Георгом V, однако он умер 20 января 1936 года, за три дня до приведения к присяге, и, таким образом, Хоур-Ратвен пришёл к власти уже при Эдуарде VIII.
Хоур-Ратвен был популярным, однако дни, когда генерал-губернаторы имели значительное влияние, или даже участвовали в переговорах между австралийским и британским правительствами, прошли. В 1938 году Хоур-Ратвен совершил поездку по Голландской Ост-Индии по приглашению колониальной администрации. Это был первый раз, когда генерал-губернатор представлял Австралию за рубежом.
В апреле 1939 года Лайонс внезапно умер и премьер-министром стал Эрл Пейдж от Национальной партии.
На парламентских выборах 1940 года Объединённая австралийская партия чуть не потерпела поражение, и только благодаря поддержке двух независимых членов парламента правительство Роберта Мензиса удержалось у власти. В августе Мензис сначала был вынужден уйти с поста премьер-министра, а затем и лидера партии. Новым премьер-министром Австралии стал лидер Аграрной партии Артур Фадден. Все эти события Мензис воспринял как предательство своих коллег. Хоур-Ратвен не хотел назначать новые парламентские выборы, особенно учитывая международное положение. Тем не менее, он не видел другой альтернативы, так как новый премьер-министр и лидер Лейбористской партии Джон Кэртин не имел достаточной поддержки для управления страной. Поэтому он призвал двух независимых членов парламента проголосовать за Кэртина. Они согласились, и Хоур-Ратвен должным образом назначил Кэртина.
Во время Второй мировой войны Хоур-Ратвен считал своим долгом поддержать правительство и Британскую империю. В 1943 году он предпринял четырёхнедельный тур с инспектированием союзных сил обороны в северной Австралии и Новой Гвинее. Незадолго до этого, Хоур-Ратвен и его жена узнали, что их сын, Патрик, был убит в Ливии в прошлом году.
11 ноября 1941 года он официально открыл Австралийский военный мемориал.

### В отставке
Срок Хоур-Ратвена закончился в сентябре 1944 года, после чего он вернулся в Великобританию, где он стал виконтом Ратвеном из Канберры, из Дирлетона в графстве Восточный Лотиан, и назначен заместителем Констебля и вице-губернатором Виндзорского замка. В 1948 году он был избран президентом Marylebone Cricket Club.
Александр Гор Аркрайт Хоур-Ратвен, 1-й граф Гоури скончался 2 мая 1955 года в своем доме в графстве Глостершир.

## Масонство
Хоур-Ратвен был масоном. Прошёл инициацию 15 марта 1893 года в ложе «Св. Андрея» № 668 в возрасте 21 года. Находясь в Судане он стал членом ложи сэра Реджинальда Вингейта № 2954 и был назначен её секретарем. Когда он был назначен губернатором Южной Австралии, Меллис Напье предложил ему стать великим мастером великой ложи штата. Стал членом ложи «Объединённой службы» № 27. 25 апреля 1929 года назначен старшим смотрителем и 25 апреля 1930 года великим мастером. 15 апреля 1930 года стал великим мастером Великой ложи штата Южная Австралия. Он был назначен великим мастером Великой ложи штата Новый Южный Уэльс почти сразу после того как он был назначен губернатором штата и продолжал быть великим мастером, когда был назначен генерал-губернатором Австралии. В его честь была названа освящённая им же самим ложа № 651. 

## Награды

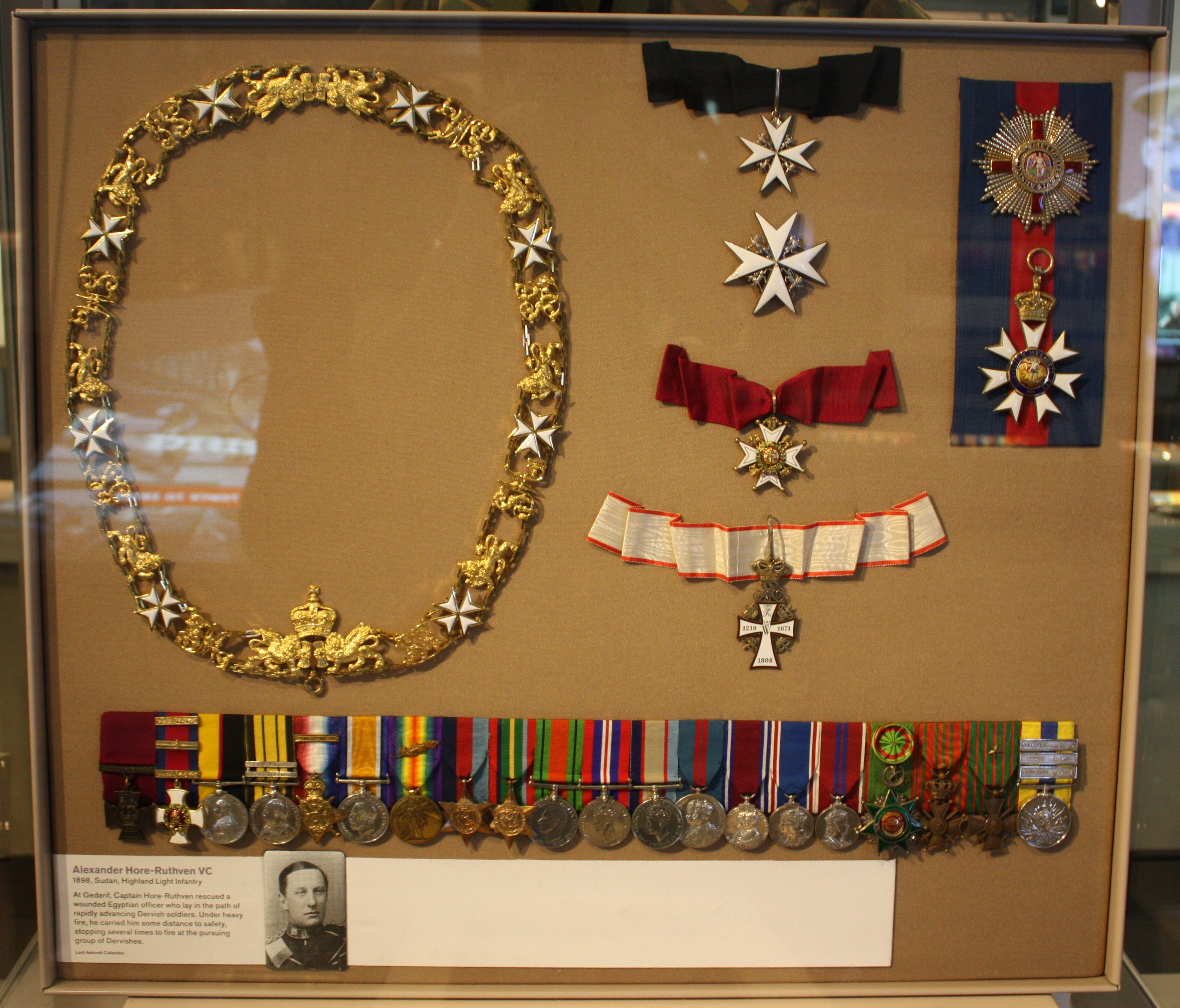
Награды Александра Хоур-Ратвена в Имперском военном музее

|                                                          | Крест Виктории                                                  | 1899      |
|                                                          | Рыцарь Великого Креста Ордена Святого Михаила и Святого Георгия | 1935      |
| Рыцарь-Командор Ордена Святого Михаила и Святого Георгия | 1928                                                            |           |
| Кавалер Ордена Святого Михаила и Святого Георгия         | 1918                                                            |           |
|                                                          | Кавалер Ордена Бани                                             | 1919      |
|                                                          | Орден «За выдающиеся заслуги»                                   | 1916 1919 |
|                                                          | Рыцарь милосердия Ордена Святого Иоанна Иерусалимского          | 1933      |
|                                                          | Королевская суданская медаль                                    |           |
|                                                          | Медаль за службу в Африке с двумя планками                      |           |
|                                                          | Звезда 1914 с планкой                                           |           |
|                                                          | Британская военная медаль                                       |           |
|                                                          | Медаль Победы с дубовой ветвью                                  |           |
|                                                          | Звезда 1939–45                                                  |           |
|                                                          | Тихоокеанская звезда                                            |           |
|                                                          | Медаль обороны                                                  |           |
|                                                          | Военная медаль 1939-1945                                        |           |
|                                                          | Медаль за службу Австралии 1939–45 годов                        |           |
|                                                          | Медаль в честь коронации Георга V                               |           |
|                                                          | Медаль в честь серебряного юбилея Георга V                      |           |
|                                                          | Медаль в честь коронации Георга VI                              |           |
|                                                          | Медаль в честь коронации Елизаветы II                           |           |
|                                                          | Орден Османие, 4-й класс                                        |           |
|                                                          | Бельгийский военный крест                                       |           |
|                                                          | Французский Крест войны 1914—1918 с бронзовой звездой           |           |
|                                                          | Медаль Хедива за Судан с тремя планками                         |           |
|                                                          | Командор Ордена Данеброг                                        |           |